# Cerovica (Neum)
Pour les articles homonymes, voir Cerovica.
Cerovica (en cyrillique : Церовица) est un village de Bosnie-Herzégovine. Il est situé dans la municipalité de Neum, dans le canton d'Herzégovine-Neretva et dans la fédération de Bosnie-et-Herzégovine. Selon les premiers résultats du recensement bosnien de 2013, il compte 91 habitants.

## Histoire

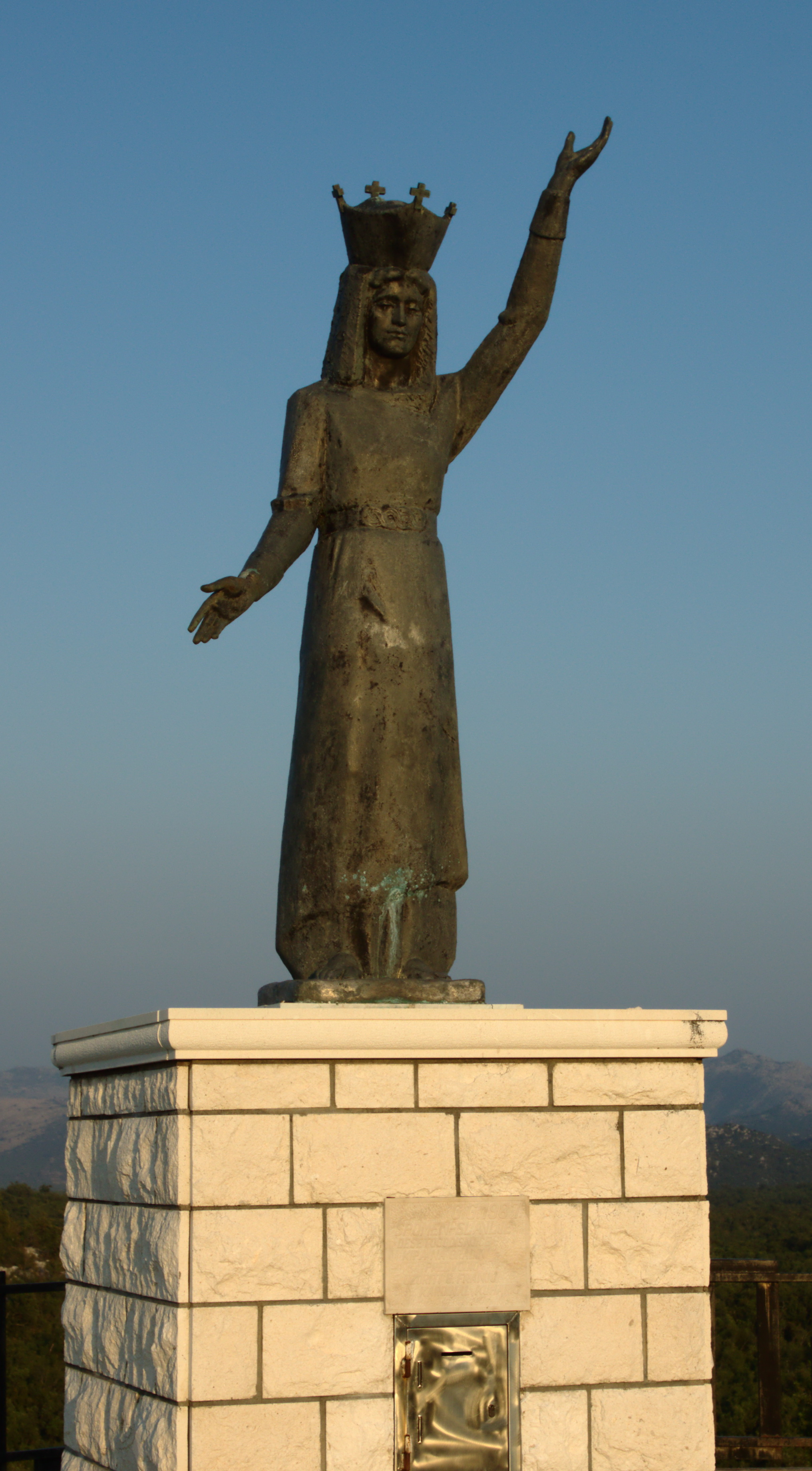
Statue de la Vierge Marie à Cerovica

## Démographie

### Évolution historique de la population
| 1948 | 1953 | 1961 | 1971 | 1981 | 1991 | 2013 |
| ---- | ---- | ---- | ---- | ---- | ---- | ---- |
| -    | -    | 270  | 222  | 175  | 165  | 91   |

|  |